# Società Poro

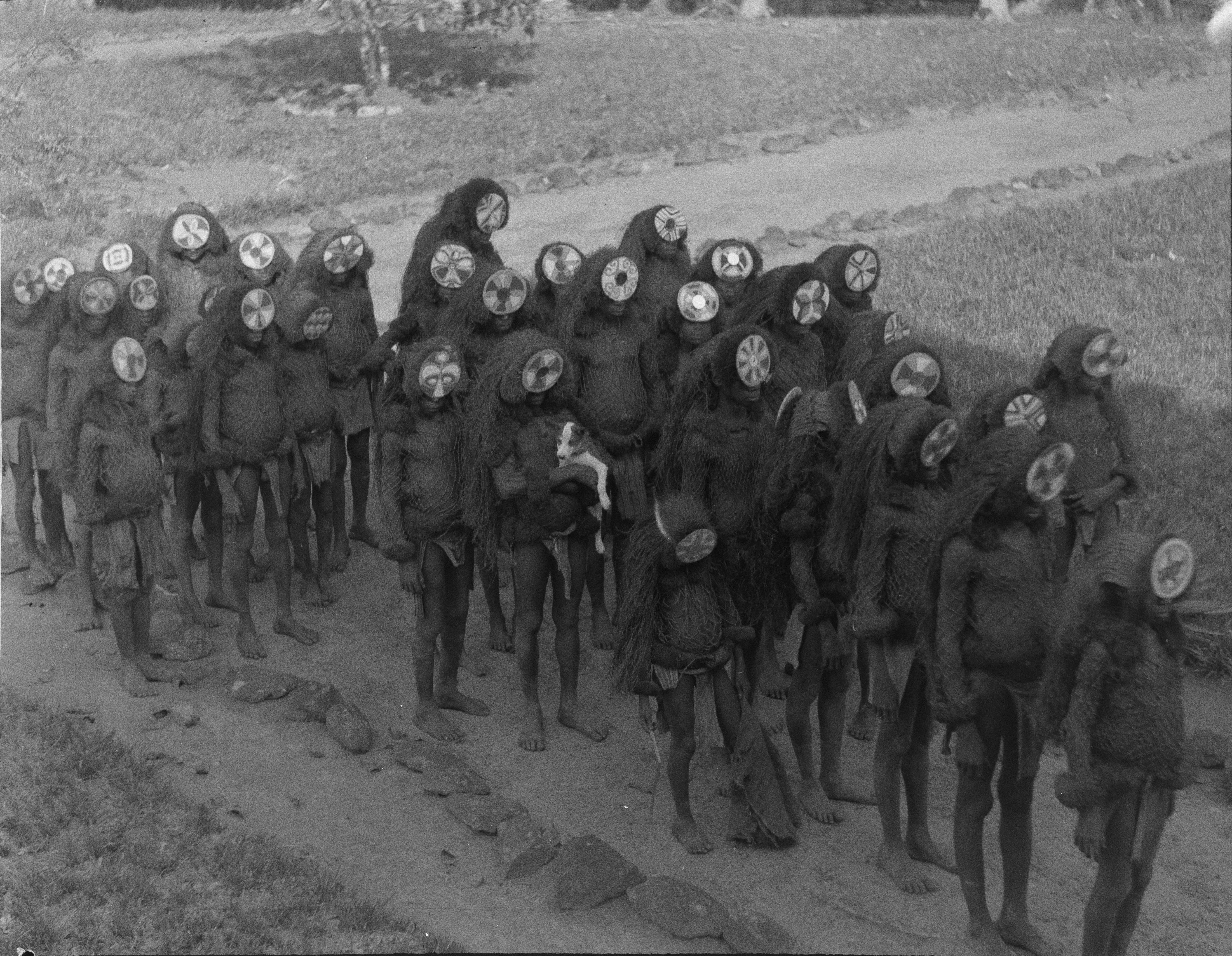
Giovani uomini di ritorno dalla loro iniziazione. Panguma, Sierra Leone, 1936

La società Poro, o Purrah o Purroh, è una società segreta maschile presente in Sierra Leone, Liberia, Guinea e Costa d'Avorio. A volte viene definita una società di cacciatori, e solo i maschi sono ammessi nei suoi ranghi.  La sua controparte femminile è la società Sande.
La società Poro fa parte della cultura introdotta nell'area dalle migrazioni dei popoli mandé, e in particolare dai Mane, migranti nella regione già nel 1000 d.C.
Il Poro comprende aspetti religiosi e civili. Nel primo caso, i ragazzi vi si uniscono durante la pubertà, in un rito di passaggio verso l'età adulta, sebbene anche i neonati vi siano temporaneamente ammessi. Inoltre la società funge da sorta di organo di governo locale, che emana leggi, decide sulla guerra e sulla pace, ecc.

## Rituali

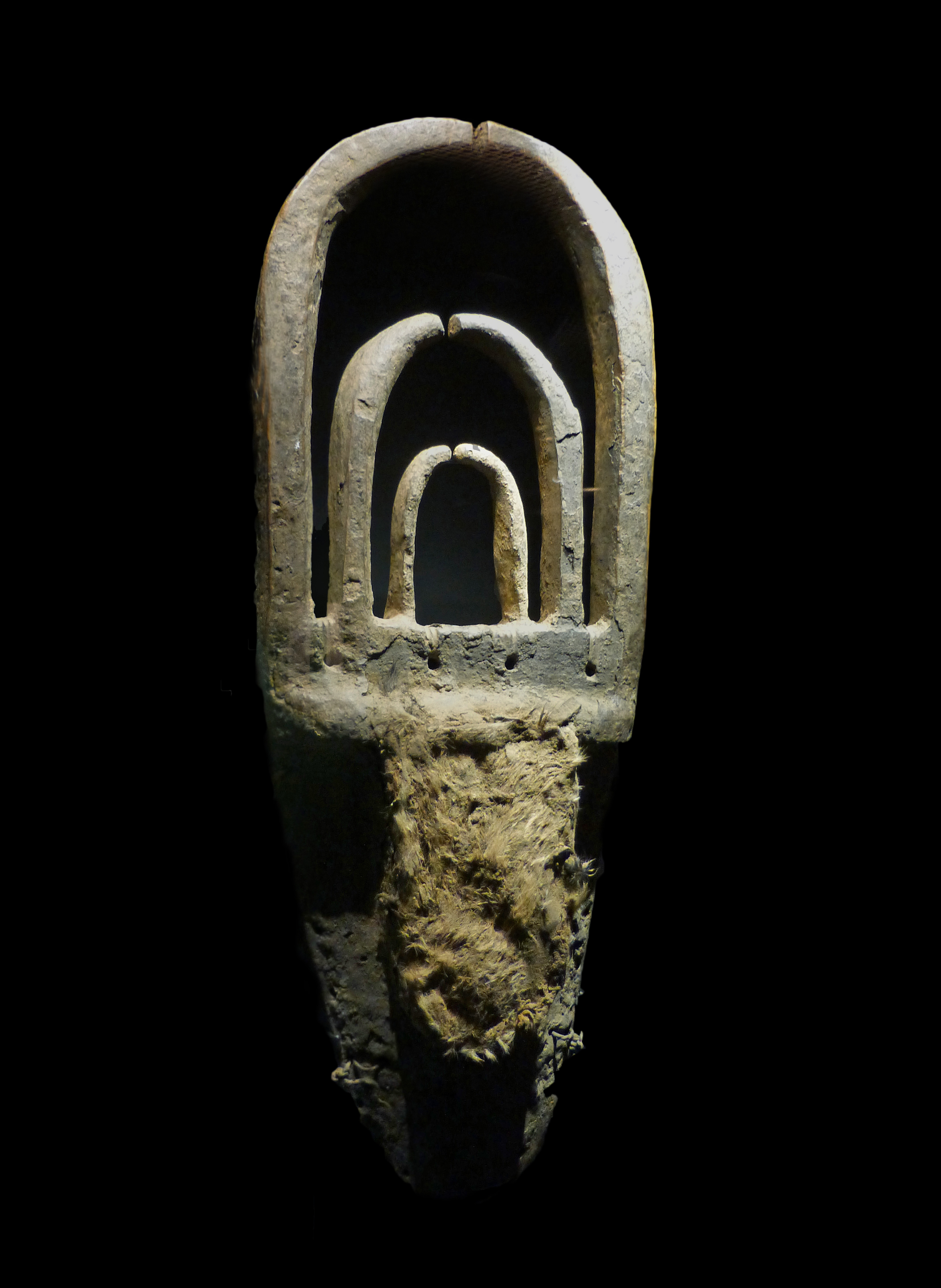
Maschera zoomorfa Kuranko (Liberia) utilizzata per l'iniziazione

Come tutte le società segrete, anche il Poro ha i suoi rituali, i suoi linguaggi e i suoi simboli. I dettagli conosciuti sono scarsi, a causa del vincolo di segretezza, tuttavia alcuni aspetti del rituale sono stati resi pubblici.
La società si riunisce solitamente nella stagione secca, tra i mesi di ottobre e maggio. L'appuntamento è nella boscaglia, presso un recinto, diviso in appartamenti da stuoie e coperto solo da alberi. Ci sono tre gradi di appartenenza, il primo costituito dai capi e governanti, conosciuti come i "grandi uomini", il secondo dai sacerdoti e il terzo dalle persone comuni. Le cerimonie sono presiedute dal "diavolo del Poro", un uomo in abito feticcio che si rivolge all'assemblea attraverso un lungo tubo di legno, che ha lo scopo di distorcere la voce conferendole un suono minaccioso. Nei rituali Poro rivestono grande importanza le maschere di legno, che sono una rappresentazione del mondo degli spiriti, benigni o malevoli.
Un aspetto dell'autorità del Poro e del suo effetto sulla vita quotidiana delle popolazioni è l'esercizio del tabù. Il Poro può imporre il suo tabù a qualsiasi cosa e a chiunque, e poiché nessun membro oserebbe infrangere tale ordine, sono stati causati molti problemi laddove ad esempio è stato imposto il tabù sui raccolti, creando effetti economici devastanti. Nel 1897 il governo locale britannico della Sierra Leone fu costretto ad approvare un'ordinanza speciale che vietava l'imposizione del tabù su tutti i prodotti indigeni.